# Edoardo Braiati
Edoardo Braiati (Ferrara, 25 marzo 1980) è un ex calciatore italiano, di ruolo centrocampista.

## Carriera
Dopo aver iniziato nella SPAL, è passato alla Juventus in Serie A senza riuscire mai ad esordire nella prima squadra, all'epoca allenata da Marcello Lippi.
Ha giocato per sei stagioni nel Novara con cui ha ottenuto una promozione dalla Serie C2 nel 2002-2003, collezionando in totale 165 presenze e 10 gol in gare di campionato.
Ha poi conquistato un'altra promozione con il Pisa, vincendo i play-off di Serie C1 durante la stagione 2006-2007, e con la stessa squadra toscana (con cui ha esordito in Serie B il 9 settembre 2007 nella partita Cesena-Pisa 1-2) ha sfiorato la promozione in Serie A nell'annata successiva sotto la guida di Gian Piero Ventura. Nel Pisa ha indossato anche la fascia di capitano durante la stagione 2008-2009 culminata però nella retrocessione della squadra toscana.
Dall'estate 2009 milita tra i cadetti con il Vicenza. Segna il suo primo gol in maglia biancorossa il 19 novembre 2010 in occasione del derby vinto 2-1 contro il Padova.
Il 7 settembre 2011 rescinde consensualmente il suo contratto con la società biancorossa, per poi firmare il 27 settembre seguente un contratto con la Pistoiese, società militante in Serie D dove rimane fino al Dicembre 2011.
Nell'estate 2012 fa ritorno alla SPAL, appena ripartita dalla Serie D.
Complessivamente ha disputato 103 presenze in Serie B segnando 2 reti.

## Palmarès

### Club

#### Competizioni nazionali
- Coppa Italia Serie C: 1

SPAL: 1998-1999